# روجر شارب
روجر شارب (بالإنجليزية: Roger Sharpe)‏ هو سياسي أمريكي، ولد في 1947. حزبياً، نشط في الحزب الديمقراطي.